# تجزيء (إحصاء)

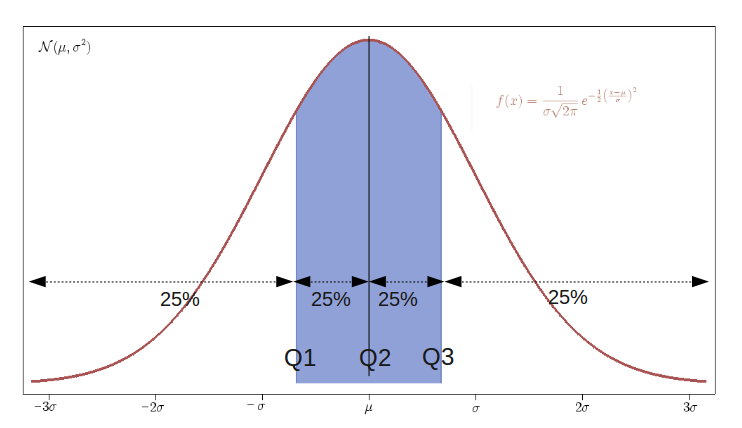
ثلاث نقاط تجزيء لدالة الكثافة الاحتمالية لتوزع احتمالي طبيعي. تقسم هذه النقاط التوزيع إلى أربع مجالات متساوية الاحتمال. يطلق على نقاط التجزيء الخاصة هذه اسم الرُّبَيعات (الربيع الأولQ1، الربيع الثاني Q2، والربيع الثالث Q3)

في الإحصاء وفي نظرية الاحتمال، يطلق اسم نقاط التجزيء أو نقاط التكسير  (بالإنجليزية: Quantiles)‏ على النقاط التي تقسّم مجال توزع احتمالي ما إلى اجزاء ذات احتمالية متساوية أو التي تقسم العينة الإحصائية إلى مجموعات متساوية بالحجم. دائما ما يكون عدد نقاط التجزيء أقل من عدد المجموعات الناتجة بواحد. على سبيل المثال، الرُبيعات وهي حالة خاصة من نقاط التجزيء، هي ثلاث نقاط تجزيء تقسم مجموعة عددية ما أو توزع احتمالي ما إلى أربع مجموعات متساوية (انظر الشكل الجانبي).
يطلق على نقاط التجزيء المميزة أسماء خاصة مثل الرُبيعات التي سبق ذكرها والمَئينات (التي تقسم المجموعة لمئة قسم) والعُشيرات (التي تقسم المجموعة لعشرة أجزاء). تجدر الإشارة إلى أن المجموعات الجزئية الناتجة عن نقاط التجزيء تسمى أسماء مختلفة عن أسماء نقاط التجزيء لتمييزها عن بعضها. على سبيل المثال المجموعات الجزئية الناتجة عن الربيعات تسمى أرباعا وعن العشيرات أعشارا وهكذا.
بشكل أعم، يطلق مصطلح نقاط تجزيء {\displaystyle q} (بالانكليزية Quantiles-{\displaystyle q}) على نقاط التجزيء التي تقسم مجموعة عددية ما إلى مجموعات متساوية الحجم (تقريبا) عددها {\displaystyle q}. يكون عدد نقاط التجزيء دائما هو {\displaystyle q-1}.
في بعض الحالات قد لا تكون قيمة نقطة التجزيء قيمة وحيدة كما في حالة الوسيط لمجموعة مكونة من عدد زوجي من العناصر.
إذا علمنا دالة التوزيع التراكمي لمتحول ما فيمكن ايجاد نقاط تجزيء {\displaystyle q} لهذا التوزيع بتطبيق دالة التجزيء (وهي مقلوب دالة التوزيع التراكمي) على القيم
{\displaystyle \{1/q,2/q,...,(q-1)/1\}}

## نقاط التجزيء المشهورة
- نقاط تجزيء-2 (2-Quantile) وهو الوسيط
- نقاط تجزيء-3 ويطلق عليها الثليثات ويرمز لها بـ {\displaystyle T} (بالانكليزية tertiles)
- نقاط تجزيء-4 وتسمى الربيعات ويرمز لها بـ {\displaystyle Q} (بالانكليزية quartiles) وهي ثلاث قيم {\displaystyle Q1,Q2,Q3} ويسمى الفارق بين الربيع الأول والربيع الثالث {\displaystyle Q3-Q1} بالانحراف الربيعي
- نقاط تجزيء-5 ويرمز لها بـ {\displaystyle QU} (بالانكليزية quintiles)
- نقاط تجزيء-6 ويرمز لها بـ {\displaystyle S} (بالانكليزية sextiles)
- نقاط تجزيء-7 (بالانكليزية septiles)
- نقاط تجزيء-8 ويرمز لها بـ {\displaystyle O} (بالانكليزية octiles)
- نقاط تجزيء-10 وتسمى عشيرات ويرمز لها بـ {\displaystyle D} (بالانكليزية deciles)
- نقاط تجزيء-12 ويرمز لها بـ {\displaystyle Dd} (بالانكليزية duo-deciles)
- نقاط تجزيء-16 ويرمز لها بـ {\displaystyle H} (بالانكليزية hexadeciles)
- نقاط تجزيء-20 ويرمز لها بـ {\displaystyle V} (بالانكليزية ventiles)
- نقاط تجزيء-33 ويرمز لها بـ {\displaystyle TT} (بالانكليزية trigintatreciles)
- نقاط تجزيء-100 وتسمى المئينات ويرمز لها بـ {\displaystyle P} (بالانكليزية percentiles)
- نقاط تجزيء-1000 ويرمز لها بـ {\displaystyle Pr} (بالانكليزية permilles)

## حساب نقاط تجزيء مجتمع إحصائي
كما في حساب الخصائص الاحصائية المختلفة (كالانحراف المعياري) فإن طريقة حساب قيمة نقاط التجزيء تختلف بين حسابها لمجتمع إحصائي وحسابها لعينة احصائية.
في حالة الحساب لمجتمع مكون من قيم متقطعة أو من مجتمع مكون من قيم مستمرة فإن نقطة التجزيء رقم {\displaystyle k} هي قيمة عنصر المجتمع الذي تتقاطع عنده دالة التوزيع التراكمي للمجتمع مع المستقيم {\displaystyle k/q}. في صيغة أخرى يمكننا أن نقول عن {\displaystyle x} أنه نقطة التجزيء رقم {\displaystyle k} للمتحول {\displaystyle X} إذا تحقق:
{\displaystyle Pr[X<x]\leq k/q} أو بصيغة أخرى {\displaystyle Pr[X\geq x]\geq 1-k/q}
و
{\displaystyle Pr[X\leq x]\geq k/q} أو بصيغة أخرى {\displaystyle Pr[X>x]\leq 1-k/q}
لنفترض مجتمع إحصائي منتهي مكون من {\displaystyle N} عنصرا متساووا الاحتمال ومعنونين بأرقام {\displaystyle 1,...,N} من الأصغر إلى الأكبر، يمكن معرفة نقطة التجزيء رقم {\displaystyle k}من نقاط التجزي-{\displaystyle q} لهذا المجتمع من خلال معرفة عنوانه {\displaystyle I} بتطبيق المعادلة {\displaystyle I=N\ k/p}. إذا كان {\displaystyle I} عددا غير طبيعي يتم تقريب الناتج إلى العدد الطبيعي الأعلى للحصول على عنوان صحيح (أي أحد العناوين {\displaystyle 1,...,N}) يكون العنوان الناتج عندها هو عنوان نقطة التجزيء رقم {\displaystyle k} من نقاط التجزيء-{\displaystyle q}.
أمافي حال كان {\displaystyle I} عدد طبيعيا فيمكن اتخاذ قيمة نقطة التجزيء رقم k أيا من الاعداد الواقعة بين العدد ذو العنوان {\displaystyle I} و العدد ذو العنوان الذي يليه. لكن جرى العرف على اعتماد متوسط العددين ذوي العنوان {\displaystyle I} والعنوان {\displaystyle I+1} كقيمة لنقطة التجزيء رقم k في هذه الحالة.

## تقدير نقاط تجزيء عينة
إذا كان لدينا عنية مأخوذة من مجتمع إحصائي ما غير معلوم فإن التوزيع التراكمي للمجتمع ودالة التجزيء لن تكونا معروفتين. وبالتالي فإننا لايمكننا سوى تقدير قيم نقاط التجزيء في هذه الحالة. يوجد عدة طرق للقيام بذلك... تحتوي لغات البرمجة ماثماتيكا وماتلاب وR وجنو أوكتف على تسع طرق حساب نقاط التجزيء. يحتوي SAS على خمس طرق، سي باي وقيقب على ثمانية، EViews على ست دوال متعددة التعريف، STATA يحتوي على طريقتين، وإكسل واحدة. يدعم Mathematica تطبيق طرق غير قياسية.
بشكل عام كل الطرق تحسب {\displaystyle Q_{p}}، وهو تقدير لقيمة نقطة التجزيء رقم k من نقط التجزيء-q حيث أن{\displaystyle p=k/q}، لعينة ذات الحجم {\displaystyle N} بحساب العنوان {\displaystyle h} ذو القيمة عددية الحقيقية. إذا وجدنا أن {\displaystyle h} هو عدد طبيعي يكون عندها عنصر العينة {\displaystyle N} ذو العنوان {\displaystyle h} ولنسمه {\displaystyle x_{h}} (بفرض ترتيب عناصر العينة من الأصغر للأكبر) يكون هذا العنصر هو تقديرنا لقيمة نقطة التجزيء رقم {\displaystyle k} للمجتمع. أما في حال كان {\displaystyle h} عددا غير طبيعي فيتم استخدام التقريب أو الاستيفاء لتقدير قيمة نقطة التجزيء رقم {\displaystyle k}.